# Hans Nibel
Hans Nibel, född den 31 augusti 1880 i Olleschau, Mähren (nuvarande Olšany i Tjeckien), död den 25 november 1934 i Stuttgart, var en tysk ingenjör och bilkonstruktör.
Nibel började arbeta för Benz & Cie. 1904 och avancerade till chefskonstruktör 1911. 1922 invaldes han som ledamot i företagets styrelse. Som medlem av styrelsen var han också en av de drivande bakom fusionen mellan Benz & Cie. och Daimler-Motoren-Gesellschaft vilket ledde till skapandet av Daimler-Benz AG.
1929 efterträdde Nibel Ferdinand Porsche som chefskonstruktör vid Daimler-Benz AG. Han spelade en inflytelserik roll i utvecklingen av bilmodeller som Großer Mercedes 770, Typ 170 och tävlingsbilen W25.